# Euxoa rondoui
Euxoa rondoui là một loài bướm đêm trong họ Noctuidae.